# Гелиотермальная энергетика
Гелиотермальная энергетика — один из способов практического использования возобновляемого источника энергии — солнечной энергии, применяемый для преобразования солнечной радиации в тепло воды или легкокипящего жидкого теплоносителя. Гелиотермальная энергетика применяется как для промышленного получения электроэнергии, так и для нагрева воды для бытового применения.
Первая гелиотермальная энергоустановка существовала приблизительно в 1912-1913 годах в Египте. Автор - Фрэнк Шуман. В ней паровой двигатель мощностью 60-70 л.с. работал от пара, получаемого с помощью солнечного света. Из-за дальнейшего развития жидкого топлива этот проект забросили на десятилетия.
Гелиотермальная энергия образуется с помощью параболического вогнутого зеркала, которое концентрирует солнечный свет с преобразованием в тепло и затем в электричество. Существуют особенности в необходимости сложной системы слежения за Солнцем и изменению в зависимости от широты по наклону зеркала. Существует несколько способов использования солнечной генерации Архивная копия от 9 мая 2018 на Wayback Machine.Около 2,55 ГВт энергии во всем мире вырабатывается по этому принципу.